# 甲奴村
甲奴村（こうぬむら）は、広島県甲奴郡にあった村。現在の三次市の一部にあたる。

## 地理
上下川の流域に位置していた。

## 歴史
- 1889年（明治22年）4月1日、町村制の施行により、甲奴郡福田村、西野村、梶田村、本郷村が発足[3]。
- 1895年（明治28年）10月1日、上記4村が合併して甲奴村が発足[1][2]。旧村名を継承した福田、西野、梶田、本郷の4大字を編成[2]。
- 1904年（明治37年）頃、耕地整理事業開始[2]。
- 1953年（昭和28年）甲奴郵便局が大字福田から大字西野に移転[2]。
- 1955年（昭和30年）3月31日、甲奴郡上川村（一部）と合併し、町制施行して甲奴町を新設し廃止された[1][2]。

### 地名の由来
『和名類聚抄』に記載の備後国甲奴郡三郷の一つ甲奴郷から。

## 産業
- 農業[2]

## 交通

### 鉄道
- 1935年（昭和10年）国有鉄道福塩北線（現福塩線）吉舎～上下間開通し甲奴駅開設[2]。

## 教育
- 1952年（昭和27年）甲奴郡甲奴村上川村世良郡広定村学校組合立・甲奴中学校新校舎落成[2]